# Động Tiên Phi
Động Tiên Phi là động ở vùng đất phường Tân Hòa thành phố Hòa Bình tỉnh Hòa Bình, Việt Nam.
Động Tiên Phi thuộc dạng karst trong khối núi đá vôi trên đỉnh đồi Thúc, còn gọi là đồi Thung Phi. Động được Bộ Văn hóa, Thể thao và Du lịch xếp hạng là di tích danh thắng quốc gia tháng 6/2000.

## Vị trí
Động Tiên Phi ở cách trung tâm thành phố Hòa Bình khoảng 9 km về phía tây bắc. Đường tiếp cận di tích thuận lợi nhất là vượt sông Đà sang bờ trái, và theo bờ sông đi hướng bắc đến phường Tân Hòa. Tại đây rẽ sang đường đi Xóm Gai hướng tây bắc cỡ gần 2 km đường bộ là đến động.